# Park Piastowski w Stargardzie

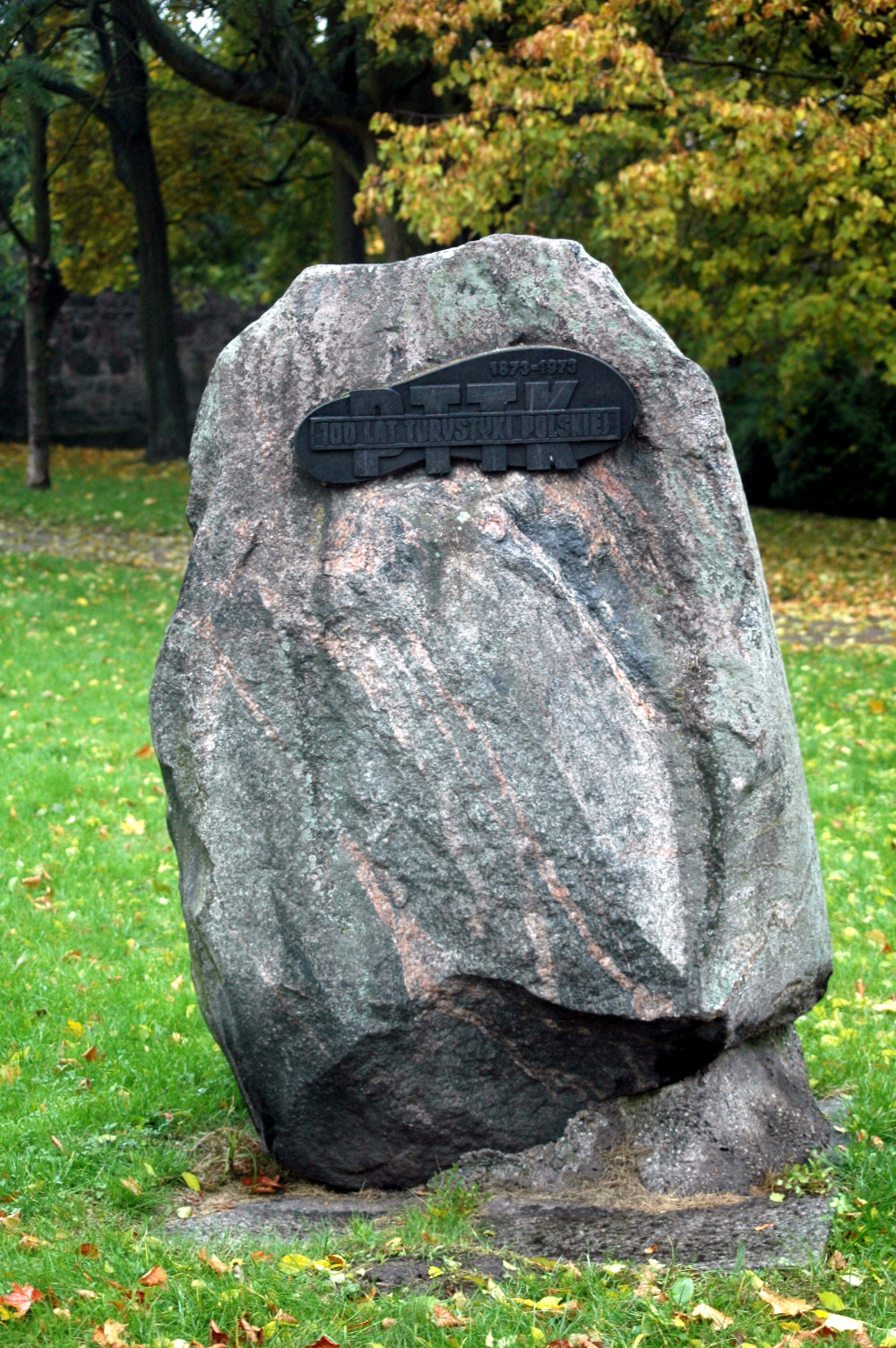
Głaz postawiony z okazji 100 lat polskiej turystyki (1873-1973)

Park Piastowski położony w zachodniej części Starego Miasta w Stargardzie, wchodzi w skład stargardzkich plant, od północy graniczy z Parkiem Chrobrego, a od południa z Parkiem Popiela.
Jest to najmniejszy spośród stargardzkich parków - zajmuje obszar 0,59 ha. 
Na terenie parku w pobliżu bramy Pyrzyckiej znajduje się pomnik ustawiony z okazji 100. rocznicy powstania PTTK.